# Michael III.
Michael III. Methystes (opilec) (840–867) z amorejské dynastie byl byzantský císař panující v letech 842 (samostatně vládl od 856) až 867. Jeho vláda byla počátkem největšího vzestupu středověké Byzance. Byl synem císaře Theofila a jeho manželky Theodory.

## Regentská vláda

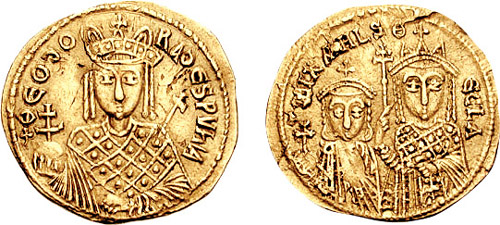
Michael jako dítě

Michael III. se stal císařem po smrti svého otce již jako batole, proto za něj vládu mnoho let vykonávala jeho matka císařovna Theodora. Jedním z prvních opatření energické císařovny bylo obnovení uctívání obrazů. Ve spolupráci s patriarchou Methodiem obnovila roku 843 platnost usnesení druhého nikájského koncilu o ikonodúlii z roku 787, což bylo následně oficiálně vyhlášeno na konstantinopolské synodě. Biskupů, kteří odmítli toto nařízení přijmout, nebylo již mnoho. Nepostupovalo se proti nim tvrdě, byli pouze zbaveni svého úřadu. Císařovna, její rádci i patriarcha nehodlali jít v obratu k ikonodúlii do krajních mezí a jejich tolerantní postoj přispěl k tomu, že tato zásadní změna proběhla vcelku bez odporu. Jedni z mála, kdo nekompromisně požadovali tvrdé potrestání obrazoborců, byli mniši ze známého kláštera Studios. Ve svém tvrdošíjném protestu se obrátili proti vládě i patriarchovi, který nakonec studijské mnichy exkomunikoval a poslal je do vyhnanství. Ikonodúlští mniši se sice stali vítězi věroučného sporu o uctívání obrazů, ale prosadit církevně politický požadavek, aby císaři přestali rozhodovat o záležitostech církve, jejž vyzdvihli během bojů o ikonoklasmus (Jan z Damašku, Theodoros Studijský), se jim nepodařilo. Také majetek zkonfiskovaný církvi ve prospěch vojínů – stratiótů jim zůstal zachován.
Již v době regentské vlády se logothet Theoktistos, Theodořin favorit, snažil zajistit říši a vládu ještě stále nové dynastie smělými vojenskými podniky. Roku 843 dobyli Byzantinci Krétu, která však padla o rok později znovu do rukou Arabů, 853 získali Damiettu, strategicky velmi důležitou pevnost v ústí Nilu. Na Peloponnésu byli poraženi povstalí Slované a v Malé Asii byly vedeny těžké války proti příslušníkům sekty paulikiánů. Ti začali být pronásledováni již za ikonoklastických císařů Leóna V. a Theofila na základě zákonů proti manichejským (za manichejské byli pokládáni také paulikiáni), jejichž platnost obnovil Michael I. Rangabe. Počátkem 60. let utrpěla sekta při byzantské ofenzívě těžké ztráty. Mnoho paulikiánů bylo pobito, další byli masově přesídlováni do Thrákie nebo vyháněni z říše. Emír z Melitene jim proto povolil usadit se na jeho území a založit vlastní město Tefrike. Odsud pak podnikali výpravy proti Byzanci, kterou považovali za svého úhlavního nepřítele. K arabským útokům na východní hranici docházelo již jen ojediněle, neboť chálífát byl znovu rozdělen vnitřními konflikty.

## Zahraničně politické úspěchy
Roku 856 se vlády ujal Michaél III. osobně. Přestože nebyl žádným vynikajícím státníkem, byla doba jeho panování pro Byzanc velmi příznivá, a to především díky schopným úředníkům, se kterými spolupracovala již císařovna regentka a později také mladý císař. Nejbližšími Michaelovými spolupracovníky se stali jeho strýc kaisar Bardas a patriarcha Fótios, kteří určili další směr byzantské vnitřní i zahraniční politiky. Na východě přešla Byzanc rázně do ofenzívy a ještě roku 856 pronikla byzantská vojska po mnoha desetiletích až k Eufratu. Michaél a Bardas vtáhli osobně do starobylé Samosaty, ležící na horním toku řeky. Roku 860 se však před branami Konstantinopole objevil nečekaný nepřítel ze severu, neznámí a divocí „Rhósové“. Císař se poté urychleně vrátil do hlavního města a učinil jejich loupeživému řádění konec. Roku 863 dosáhla byzantská vojska dvou rozhodujících vítězství nad Araby v Malé Asii a v Mezopotámii, a zatlačila je tak s konečnou platností do defenzívy. Méně úspěšná byla Byzanc v boji s Araby ve Středozemí, kde byla kousek po kousku dále dobývána Sicílie (843 padla Messina). Expedice, kterou vláda vypravila roku 860 Sicílii na pomoc, skončila naprostým nezdarem.
Útok Rusů inspiroval patriarchu Fótia k myšlence zaměřit se na misijní práci u pohanských nepřátel říše, Rusů a především Bulharů. V době, kdy se Byzanc snažila zajistit bezpečnost svých hranic a šířit mocenský vliv také jinými než vojenskými prostředky, se křesťanské misie měly stát jednou z důležitých součástí diplomacie. Přijetí ortodoxie a řecké vzdělanosti vytvářelo ideologickou vazbu christianizované země na východní říši, a připravovalo tak podmínky pro její budoucí možné začlenění do církevní organizace, v jejímž čele stál konstantinopolský patriarcha.
Bezprostředně po odražení vpádu Rusů v roce 860 bylo vysláno poselstvo do chazarské říše, se kterou Byzanc udržovala stálé kontakty, mimo jiné prostřednictvím Řeků usídlených na Krymu. V jeho čele stály dvě další vynikající osobnosti té doby, Kónstantinos Filosof, který patřil mezi přední vzdělance z Fótiova okruhu a osvědčil se při různých diplomatických posláních, a jeho bratr Methodios. Jejich úkolem bylo v první řadě obnovit spojenectví Byzance s Chazary a orientovat ho proti Rusům. Čím byli pověřeni v duchovní oblasti, není přesně známo.
Roku 862 se nabídla možnost vyslat misii k moravským Slovanům. Z hlediska mocenských zájmů Byzance nešlo o významnou záležitost a vláda jí věnovala jen okrajovou pozornost. Moravský stát zaujímal území, které nikdy dříve do římské říše nepatřilo a zdejší události neměly s Byzancí nic společného. Vybudovat nezávisle na franském episkopátu moravskou církevní organizaci v čele s arcibiskupem a podřídit ji přímo patriarchovi, jak si přál kníže Rastislav (846–870), odmítnutý již dříve papežem, nebylo ani okamžitě možné. Fótios a Michael III. však chtěli využít příležitosti, která se nabízela, a proto se rozhodli vyslat na Moravu zkušené soluňské bratry, aby zde prozkoumali půdu. Jejich působení pak významně ovlivnilo církevní poměry ve slovanském prostředí a později mělo zpětnou působnost i na samotnou Byzanc.

## Christianizace Bulharska
Mnohem větší zájem měl konstantinopolský dvůr na christianizaci Bulharska, které bylo bezprostředním sousedem říše, takže nechtěl připustit jeho možnou církevní orientaci na Řím. Bulharští vládci se až do poloviny 9. století bránili pronikání křesťanství z Byzance, ale nyní se chán Boris I. (852–889) rozhodl, že křesťanskou víru přijme. Aby se vyhnul nebezpečí, že se Bulharsko otevře pronikání přílišného byzantského vlivu, měli podle Borisovy dohody s Ludvíkem Němcem, s nímž chán obnovil přátelské vztahy, pokřtít Bulhary latinští misionáři z východofranské říše. Roku 863 došlo v Bulharsku k neúrodě, kterou následoval hladomor, a strádající obyvatelstvo začalo podnikat drobné kořistnické výpravy na byzantské území. Toho využil Michael III. a poté, co zvítězila jeho vojska roku 863 nad Araby, uspořádal odvetnou výpravu do Bulharska. Chán se chtěl vyhnout porážce, po níž by neodvratně následovalo pustošení již tak dost postižené země, a proto souhlasil s přijetím křesťanství z Byzance. Roku 864 se nechal sám pokřtít a po svém císařském kmotru přijal jméno Michael. Odpor proti christianizaci projevily především vyšší vrstvy bulharského obyvatelstva, které zatím ještě nesplynuly s mnohem početnějšími Slovany. Boris jejich povstání potlačil a zlikvidoval na padesát velmožů. Tak se otevřel přístup do nejvyšších úřadů pro slovanskou aristokracii, která se poté stala vládnoucí skupinou. Boris začal užívat místo tureckého a mongolského označení pro vůdce kmene chán (kagan) slovanského titulu kníže. Byzantské prameny té doby chápou již Bulhary jako Slovany.

## Spor s papežstvím
Byzantské misijní akce ve slovanském prostředí zhoršovaly již tak velmi napjaté vztahy mezi papežskou kurií a Konstantinopolí. Výchozím momentem rozsáhlého konfliktu se roku 858 stala vynucená rezignace patriarchy Ignatia, který měl vážné spory s vládnoucími kruhy, především s kaisarem Bardou, a jeho nahrazení učeným laikem Fótiem, zastávajícím dosud vysoký státní úřad. Přestože řádně informoval o svém zvolení římskou kurii a bez problémů přijal papežský primát, Mikuláš I. (858–867), na něhož se obrátili Ignatiovi stoupenci, vyslal do Konstantinopole své legáty, kteří měli tuto záležitost prozkoumat a prohlásit sesazení řádně posvěceného patriarchy a jeho nahrazení laikem za neplatné. Fótios je však přesvědčil, aby jeho investituru uznali. S tím Mikuláš nemohl souhlasit, proto Fótia roku 863 na lateránské synodě exkomunikoval a řádným konstantinopolským patriarchou prohlásil Ignatia.
V tomto sporu nešlo pouze o kanonické problémy Fótiova nastolení, ale také o mocenské zájmy. Mikuláš I. byl po dlouhé době první výraznou osobností na papežském stolci. Mocenského vakua po rozpadu franské říše se snažil využít k posílení autority papežství vůči světským panovníků i v řadách církve, a to rovněž ve vztahu ke konstantinopolskému patriarchátu. Byl ochoten uznat Fótia patriarchou, ovšem pouze pod podmínkou navrácení jižní Itálie a Illyrica, na jehož území se nyní mimo jiné nacházela bulharská říše, pod papežskou jurisdici. Patriarcha i císař se odmítli tomuto diktátu podřídit a mezi papežstvím a Konstantinopolí se poté rozpoutal velmi ostrý církevně politický a dogmatický zápas. Významnou roli v něm hrála horlivá propaganda, v níž obě strany využívaly odlišností, jež časem vznikly mezi praxí východní a západní církve. Nejvýznamnější dogmatickou odchylkou latinské církve bylo užívání tzv. filioque, které vložil do nikájského vyznání víry toledský koncil v roce 589 ve snaze posílit ve sporu s ariány učení o božské podstatě Ježíše Krista. Východní církev tuto interpolaci nikdy neuznala a nyní obvinil Fótios kvůli jejímu užívání západní církev z hereze. Roku 867 uvalil na Mikuláše I. klatbu a prohlásil ho za sesazeného.
Významnou roli hrála v tomto konfliktu otázka, pod čí církevní svrchovanost bude patřit právě christianizovaná bulharská říše. Stejně jako moravskému knížeti Rastislavovi ani Borisovi se nepodařilo získat z Konstantinopole samostatnou církevní organizaci. Fótios se zřízením bulharského patriarchátu zřejmě vůbec nepočítal a na rozdíl od Moravy nebyla v Bulharsku zavedena ani církevní slovanština. Christianizace se měla nepochybně stát prostředkem k helenizaci a kulturní asimilaci obyvatelstva s byzantskými Řeky a následně vést k politickému připoutání země k východořímské říši, čemuž se bulharští panovníci snažili po léta zabránit. Zklamaný kníže proto vyhnal roku 865 řecké duchovní ze země a obrátil se s žádostí o zřízení bulharského patriarchátu na Mikuláše I. Papež to samozřejmě uvítal a vyslal do Bulharska dva italské duchovní, aby tu uspořádali církevní poměry. Nicméně ani on nebyl ochoten založit v Bulharsku arcibiskupství. Boris se proto odvrátil od Říma nazpět do Konstantinopole, kde mezitím došlo k dalšímu palácovému převratu.

## Vražda císaře
Roku 867 nechal kaisara Bardu a o něco později samotného Michaela III. zavraždit jeho blízký přítel Basileios I. (867–886), kterého císař nedávno prohlásil za svého spoluvládce. Navzdory nízkému původu a nedostatku vzdělání byl Basileios velmi nadaným politikem, schopným řešit důležité úkoly státu: zavedení potřebných reforem, prohloubení vnitřní stabilizace říše, získání nových finančních zdrojů. Legitimitu jeho vlády nikdo nezpochybňoval, a tak se mu podařilo založit dynastii, která s určitými přestávkami panovala až do roku 1056. Někteří historici však soudí, že Basileův syn a nástupce Leon VI. Moudrý, jehož matkou byla Michaelova milenka Eudokia Ingerrina, kterou císař provdal za svého přítele Basileia, byl ve skutečnosti synem Michaela III.